# Язык моделирования графов
Язык моделирования графов (ЯМГ, англ. Graph Modelling Language, GML) — иерархический формат файлов на основе ASCII для описания графов. Его также называют графовым метаязыком .

## Пример
Простой граф в формате ЯМГ:
```
graph [
	comment "This is a sample graph"
	directed 1
	id 42
	label "Hello, I am a graph"
	node [
		id 1
		label "node 1"
		thisIsASampleAttribute 42
	]
	node [
		id 2
		label "node 2"
		thisIsASampleAttribute 43
	]
	node [
		id 3
		label "node 3"
		thisIsASampleAttribute 44
	]
	edge [
		source 1
		target 2
		label "Edge from node 1 to node 2"
	]
	edge [
		source 2
		target 3
		label "Edge from node 2 to node 3"
	]
	edge [
		source 3
		target 1
		label "Edge from node 3 to node 1"
	]
]

```

## Приложения, поддерживающие ЯМГ
- Cytoscape — это программная платформа биоинформатики с открытым исходным кодом для визуализации сетей молекулярных взаимодействий, которая загружает и сохраняет ранее созданные сети взаимодействий в GML.
- igraph[англ.] — библиотека сетевого анализа с открытым исходным кодом, имеющая интерфейсы для нескольких языков программирования.
- Gephi[англ.] — программное обеспечение с открытым исходным кодом для визуализации и обработки графов.
- Graph-tool[англ.] — бесплатный модуль Python для обработки и статистического анализа графиков.
- NetworkX[англ.] — библиотека Python с открытым исходным кодом для изучения сложных графов.
- Tulip (software)[англ.] — бесплатное программное обеспечение в области визуализации информации, способное манипулировать огромными графиками (с более чем 1 000 000 элементов).
- yEd[англ.] — бесплатный редактор графов на основе Java, поддерживающий импорт из GML и экспорт в него.
- Проект Graphviz включает в себя два инструмента командной строки (gml2gv и gv2gml), которые могут конвертировать в формат файлов DOT и обратно.
- Wolfram — общий язык программирования высокого уровня, поддерживает импорт и экспорт GML .